# Herbert von Kuhlberg
Herbert Paul Georg von Kuhlberg (* 22. November 1893 in Riga, Russisches Kaiserreich; † 12. September 1915) war ein russischer Schwimmer.

## Karriere
Von Kuhlberg nahm 1912 an den Olympischen Spielen in Stockholm teil. Hier scheiterte er im Wettbewerb über 100 m Freistil als Vierter des ersten Vorlaufs am Halbfinaleinzug. Im September 1915 starb er an den Folgen einer Kriegsverwundung im Rahmen des Ersten Weltkrieges.